# Henrik Lundegårdh
Henrik Gunnar Lundegårdh (* 23. Oktober 1888 in Stockholm; † 19. November 1969 in Penningby) war ein schwedischer Botaniker. Von 1912 bis 1969 forschte er auf den Gebieten der Ökologie und der Pflanzenphysiologie.

## Frühe Jahre
Henrik Lundegårdh wurde als Sohn einer wohlhabenden Stockholmer Familie geboren. Er war ein talentierter Student, der auch Geige spielte und sich für Kunst interessierte. 1907 schloss er sein Studium an der Universität Stockholm ab und promovierte 1912. Seine frühen mikroskopischen Studien zu Pflanzen und Zellen wurden von dem schwedischen Botanik-Professor Gustaf Otto Rosenberg beeinflusst. 1910 wandte er sein Interesse der Pflanzenphysiologie zu und speziell dem Einfluss von Salz auf Pflanzenwurzeln. Zwei Semester verbrachte er in Deutschland, in den Laboratorien von Georg Albrecht Klebs in Heidelberg sowie von Wilhelm Pfeffer in Leipzig. Viele seiner späteren wissenschaftlichen Publikationen erschienen im Original auf Deutsch, wurden aber häufig in andere Sprachen übersetzt.

## Forschungen
Von 1915 bis 1926 arbeitete Lundegårdh an der Universität Lund. Auf der Insel Hallands Väderö ließ er, zum großen Teil aus eigenen Mitteln, eine Station für Experimente errichten, wo er die Messbarkeit des Austauschs von Pflanzen und Umwelt erforschen wollte. Dabei bewies er großes Talent darin, neuartige Instrumente für die Forschung zu entwickeln. Die dortige Arbeit mündete in mehreren Veröffentlichungen; die bekannteste ist das Buch Klima und Boden in ihrer Wirkung auf das Pflanzenleben, das 1925 erstmals auf Deutsch publiziert wurde.
1926 wurde Lundegårdh Professor und Leiter der Botanik-Abteilung des Instituts für Agrarforschung an der Experimentalfältet nahe Stockholm. Dort forschte er intensiv über die Absorption von Salz durch Pflanzenwurzeln, insbesondere durch die von Weizen. Diese Arbeit führte er auch fort, als er Professor für Pflanzenphysiologie an der Schwedischen Universität für Agrarwissenschaften nahe Uppsala wurde, wo er bis zu seiner Emeritierung im Jahre 1955 blieb. In diesen Jahren entwickelte er das Flammenfotometer, das er in seinem Buch Die Blattanalyse aus dem Jahre 1945 beschrieb. 1938 verfasste er gemeinsam mit dem britischen Botaniker Eric Ashby ein deutsch-britisches Botanik-Wörterbuch.
1947 ließ Henrik Lundegårdh in Penningby ein privates Labor einrichten, 70 Kilometer nördlich von Stockholm an der Ostsee gelegen. Dort baute er eine Reihe von Spektralphotometern und machte nach seiner Pensionierung zahlreiche Entdeckungen zur Rolle von Cytochromen bei Wurzeln und bei der Photosynthese. Mit diesem Thema hatte er sich schon seit den 1930er Jahren beschäftigt, als er eine ausführliche Korrespondenz mit David Keilin von der britischen University of Cambridge, dem Entdecker der Cytochrome, führte. Seine Forschungen hatten großen Einfluss auf die Erkenntnisse des britischen Chemikers Peter D. Mitchell, der 1978 den Nobelpreis für Chemie erhielt. 1943 wurde Lundegårdh in die Königlich Schwedische Akademie der Wissenschaften gewählt und betrieb dort 1955 die Nominierung von Keilin für den Nobelpreis für Physiologie oder Medizin. Als statt diesem der Schwede Hugo Theorell den Nobelpreis erhielt, trat Lundegårdh aus Protest aus der Akademie zurück. 1950 wurde er in die American Academy of Arts and Sciences gewählt, 1956 in die Académie des sciences in Paris und 1964 in die National Academy of Sciences.

## Persönliches
Lundegårdh war zweimal verheiratet. Aus seiner ersten Ehe mit Sigrid Svensson stammte ein Sohn. Nach dem Tod seiner ersten Frau im Jahre 1943 heiratete er ein 1944 zweites Mal, Kraka Liljefors, und wurde im Jahr darauf Vater einer Tochter.

## Publikationen (Auswahl)
- Das geotropische Verhalten der Seitensprosse. Harrassowitz Lund 1913
- Grundzüge einer chemisch-physikalischen Theorie des Lebens. Gustav Fischer Verlag Jena 1914
- Physiologische Studien über die Baumarchitektonik. Gebr. Borntraeger Berlin 1916
- Zelle und Cytoplasma. Gebr. Borntraeger Berlin 1922
- Über die Kohlensäureproduktion und die Gaspermeabilität des Bodens. Almqvist & Wiksell Stockholm 1923
- Der Kreislauf der Kohlensäure in der Natur. Gustav Fischer Verlag Jena 1924
- Klima und Boden in ihrer Wirkung auf das Pflanzenleben. Gustav Fischer Verlag Jena 1925
- Die Nährstoffaufnahme der Pflanze. Gustav Fischer Verlag Jena 1932
- Die Blattanalyse. Gustav Fischer Verlag Jena 1945